# Bane NOR
Bane NOR SF, ursprünglich Jernbaneinfrastrukturforetaket, ist ein norwegisches Staatsunternehmen und verantwortlich für die Eisenbahninfrastruktur in Norwegen. Die Gründung wurde in der Sitzung des Königs mit dem Statsråd (norwegisch Kongen i statsråd) am 5. Februar 2016 beschlossen, operativ war das Unternehmen ab dem 1. Januar 2017. Die Gründung war Teil der Eisenbahnreform der Regierung Erna Solberg.

## Zweck
Der gesetzlich vorgesehene Zweck des Unternehmens ist, für eine verfügbare Eisenbahninfrastruktur sowie effektive und benutzerfreundliche Eisenbahninfrastrukturdienste (einschließlich Knotenpunkt- und Terminalentwicklung) als Grundlage für den Transport von Personen und Gütern auf dem nationalen Eisenbahnnetz zu sorgen. Die wesentlichen sozialen Verpflichtungen sind Planung, Bau, Verwaltung, Betrieb und Wartung des nationalen Eisenbahnnetz, Verkehrssteuerung sowie Verwaltung von Bahngelände, für das das Unternehmen im Einvernehmen mit Jernbanedirektoratet die Verantwortung hat. Dies sind vor allem die Bereiche, für die bisher Jernbaneverket verantwortlich war.
Das Unternehmen ist im Besitz des norwegischen Verkehrsministeriums (norwegisch Samferdselsdepartementet) und hat seine Arbeit am 1. Januar 2017 aufgenommen. Die Finanzierung soll hauptsächlich durch Vereinbarungen mit Jernbanedirektoratet über Verwaltung, Betrieb und Instandhaltung der bestehenden Infrastruktur sowie der Planung und Entwicklung neuer Infrastruktur erfolgen, zusätzlich zu den Einnahmen aus dem Verkauf von Dienstleistungen für Eisenbahnunternehmen, Infrastrukturkosten und Einnahmen aus Vermögen. Bane NOR übernahm zudem das Rom Eiendom aus dem NSB-Konzern.

## Organisation
Bane NOR gliedern sich in fünf Abteilungen mit der Verantwortung für ihre jeweiligen Einsatzgebiete. Vier Mitarbeiter mit Verantwortung leiten diese Abteilung.
- Entwicklungsabteilung: verantwortlich für die Planung und Umsetzung der Projekte für neue Infrastruktur
- Infrastrukturabteilung: verantwortlich für die Verwaltung, den Betrieb und die Wartung sowie Investitionsprojekte im Zusammenhang mit der Verbesserung der bestehenden Infrastruktur
- Kunden- und Verkehrsabteilung: verantwortlich für das operative Verkehrsmanagement, Wegepläne, Verträge mit Bahnbetreibern und Informationen für Reisende
- Knotenpunkt- und Immobiliensparte: verantwortlich für die Verwaltung und Bewirtschaftung der Immobilien
- Digitalisierungs- und Technologiesparte: verantwortlich für die Entwicklung und den Einführungsprozess in den Bereichen Digitalisierung und Technologie

Die Gesamtverantwortung für das Unternehmen hatte bis zum 14. März 2023 Gorm Frimannslund als Konsernsjef / CEO mit einem Jahresgehalt von rund 3,4 Mio. NOK. Aufsichtsratsvorsitzende war von 2016 bis 2020 Siri Beate Hatlen, die zum 23. Juni 2020 von Cato Hellesjø abgelöst wurde. Frimannslund hat zusammen mit dem Vorstand von Bane NOR entschieden, das Amt abzugeben. Er wird dem Unternehmen bis einschließlich Januar 2024 zur Verfügung stehen. Am gleichen Tag wurde Henning Bråtebæk interimsmäßig zum neuen CEO ernannt. Bråtebæk war vorher Geschäftsführer des Betriebs- und Wartungsunternehmens Spordrift AS, das am 13. März 2023 an Bane NOR SF übertragen wurde. Am 1. November 2023 übernahm Thor Gjermund Eriksen, der zuvor bei Norsk Tipping beschäftigt war, diese Aufgabe als CEO. Eriksen beendete seine Tätigkeit am 27. Februar 2025. Ab diesem Zeitpunkt übernahm der derzeitige Geschäftsführer der Immobilienabteilung von Bane NOR, Jon-Erik Lunøe, kommissarisch dieses Amt.